# 분진폭발

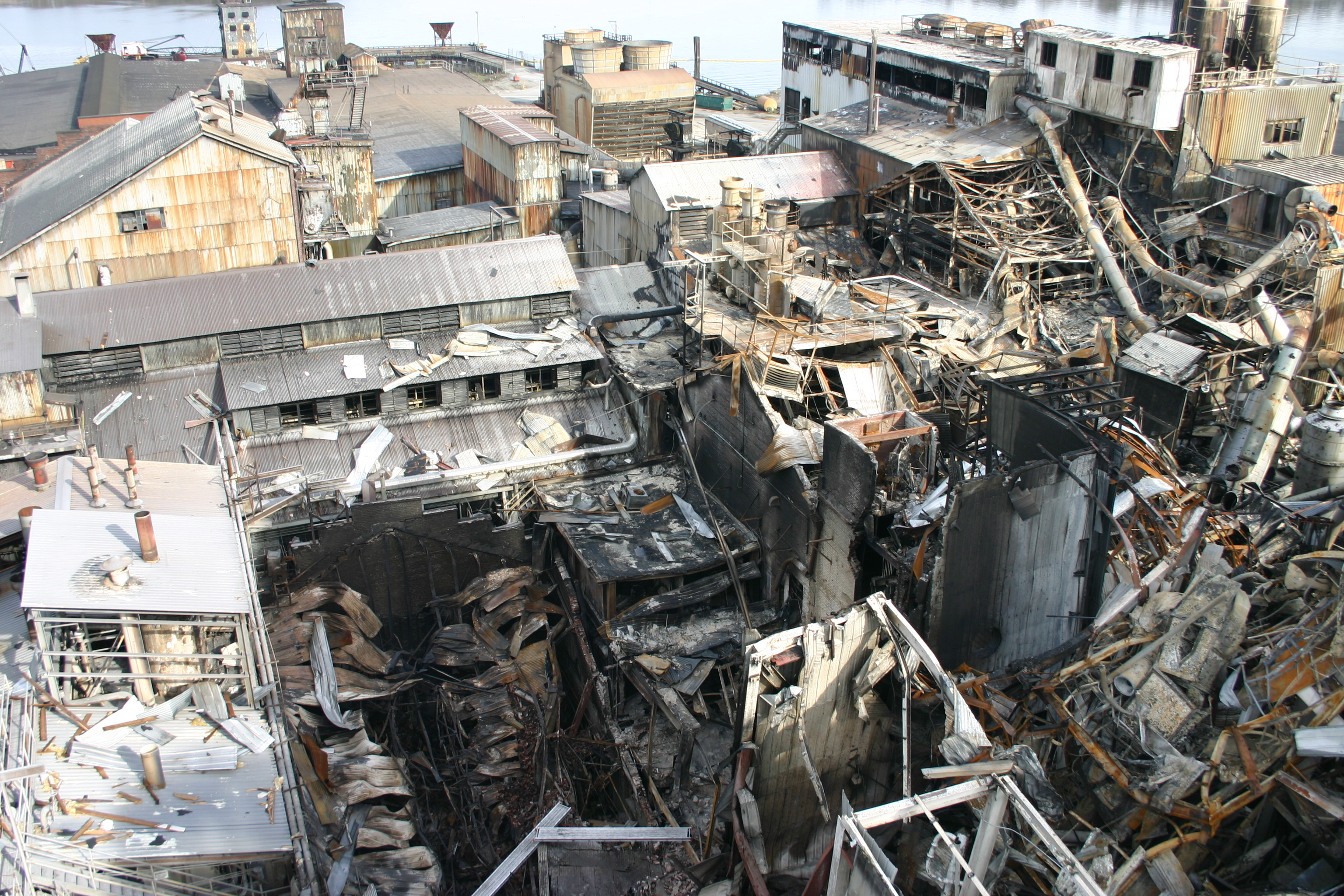
미국 조지아주 설탕공장에서 발생한 분진폭발

분진폭발(粉塵爆發, Dust Explosion)은 공기 속을 떠다니는 미세한 가연성 분진(粉塵)이 불꽃이나 섬광 등으로 불이 붙어 분진을 따라 화염이 전파되는 것을 의미한다. 미세한 분진이 많이 발생하는 곡물, 석탄, 플라스틱, 가연성 금속을 사용, 가공하는 공장에서 분진 폭발의 위험성이 있다. 

## 분진의 정의
지름이 1000μm 이하인 고체 입자는 물질의 종류에 관계없이 분체(粉體)라 하며 이중 75μm 이하의 고체 입자로 공기 중에 떠 있는 분체를 분진(粉塵)이라 한다. 크기가 큰 입자는 잘 부유(浮游; 떠다님)하지 않으며 일단 부유해도 곧 침하해 폭발 위험은 적다. 일반적으로 분진폭발의 대상이 되는 고체의 크기는 직경이 500μm 이하가 대부분이며, 예외적으로는 스테알린산, 메타크릴산, 폴리스틸렌 등과 같이 직경이 1000μm 이상이더라도 분진폭발이 발생하는 물질이 존재한다. 한국산업안전보건공단의 지침에는 직경 420μm 이하인 미세한 분말상의 물질로서 적절한 비율로 공기와 혼합되면 점화원에 의해 폭발할 위험성이 있는 물질로 정의되어 있다.

## 분진 폭발 매커니즘과 과정
분진 폭발이 발생하기 위해서는 연소의 3요소(산소, 점화원 및 연료), 신속한 연소를 일으키며 공기 중에 분산된 가연성 분진, 이 분진이 압력을 축적시킬 수 있는 제한된 공간이 필요하다. 기체 폭발과 마찬가지로 분진 폭발에 있어서도 일정한 농도에 이르지 않으면 화염이 전파되지 않는다. 일반적으로 분진의 폭발 하한 농도는 1 m3당 20~60 g, 상한 농도는 1 m3당 2,000~6,000 g에 이르나 입도나 분포, 그밖의 요인에 의해 변동이 상당히 크다. 입도가 작을수록 폭발 하한 농도가 감소하며, 공기 중에 수분이 있으면 폭발 하한 농도가 높아져 폭발성이 떨어진다. 산소 농도가 낮아지면 폭발 불능 영역이 생성되며 가연성 가스가 유입되면 폭발 위험성이 커진다. 다만 분진의 폭발 상한 농도에서 가스가 폭발 농도에 있더라도 분진 농도가 지나치게 높으면 연료 과잉으로 폭발성을 상실한다.
제한된 공간에 존재하는 분진이 공기 중에 부유(浮遊)된 상태에서 열 에너지가 가해져 입자 표면의 온도가 상승하면 분진 표면의 분자가 기화하여 입자 주위로 방출된다. 이 가연성 가스가 공기와 혼합된 다음 점화 에너지에 의해 발화되면 화염과 열이 발생해 주위의 다른 분진 입자들과 열분해된 잔류 물질들을 연소시킨다. 이러한 착화 과정이 순간적으로 주위로 전파되면서 압력이 급격히 증가한다. 이때 분진을 이루는 물질의 특성과 입자의 크기, 연소특성 등과 같은 여러 변수들에 의해 화염전파의 크기와 비율이 결정된다.
분진폭발은 폭발압력이 먼저 오고 0.1~0.2초 늦게 화염이 오며 분진운을 통과하는 화염의 전파속도는 폭연의 상태에서 대체적으로 초속 1~10 m 정도이며 폭발화염에 의한 압력의 속도는 초속 300 m 정도이다. 폭연에 의한 최대 폭발 압력은 1제곱센티미터당 10.5 kg이나 폭굉에 의한 압력은 이것보다 수 배 더 높으며 폭굉에서 팽창 효과로 생기는 충격파의 최고 속도는 초속 3500 m에 달하는 것도 있다. 발생하는 최고 에너지는 가스 폭발의 수 배이고 온도는 2,000~3,000°C도까지 올라간다. 분진 폭발을 일으킬 위험성이 있는 가연성 분진으로는 소맥분, 전분, 사탕 등의 식료품과 가축용 사료, 각종 플라스틱, 금속, 화학제품의 가공 시 발생하는 분진, 석탄, 섬유의 부스러기, 연마(硏磨)시의 분진 등이 있다.
분진폭발도 가스폭발과 본질적으로 유사한 현상이며, 분진 자체에 가연성 가스가 포함되어 있다고 할 수 있다. 다만 분진폭발의 과정에서 입자의 표면 온도를 상승시키는 수단으로서 열에 의한 열전도뿐만 아니라 빛과 방사에 의한 복사열도 큰 역할을 한다는 점이 가스폭발과 다르다.

분진 폭발 과정
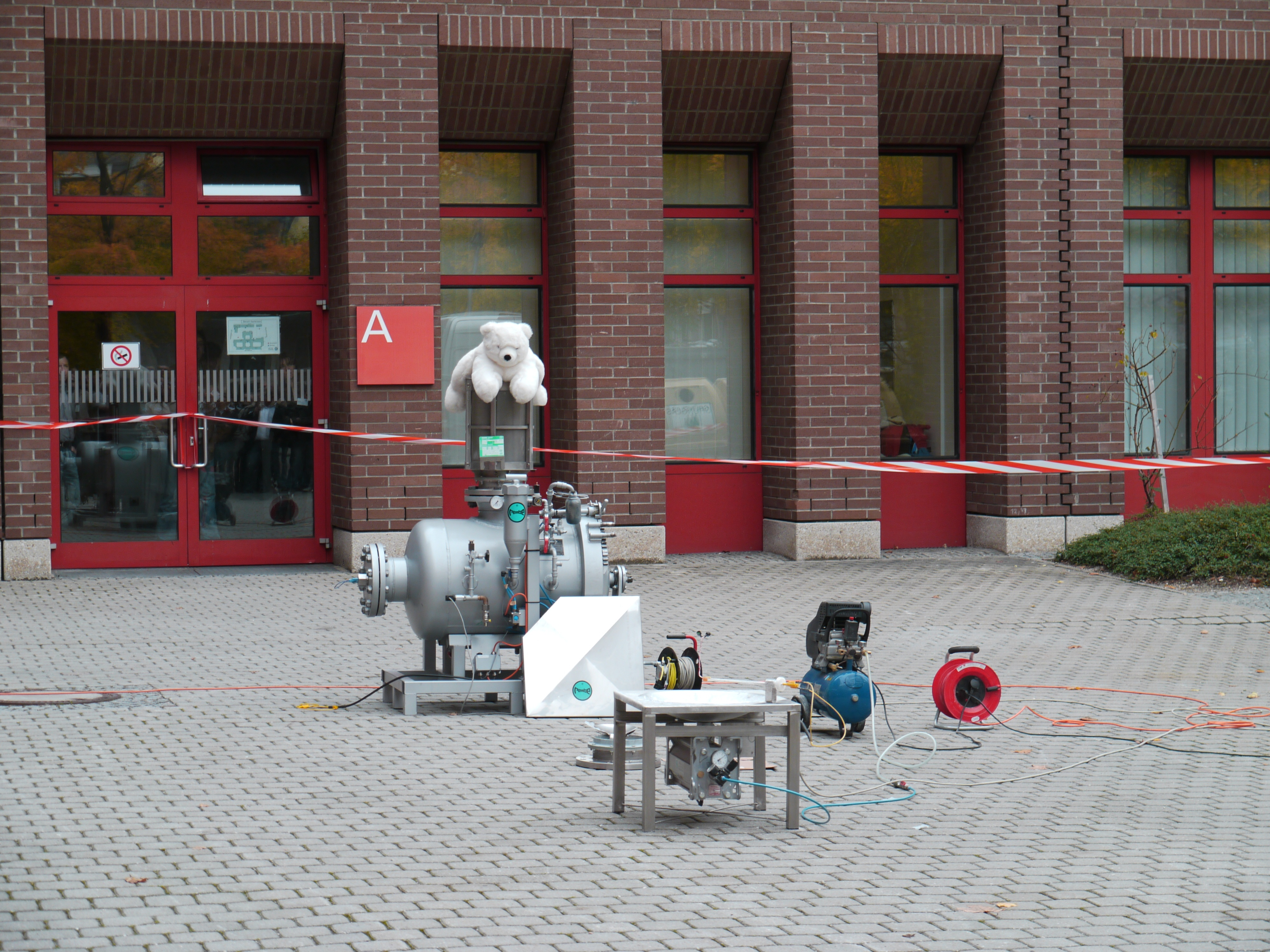
폭발 준비
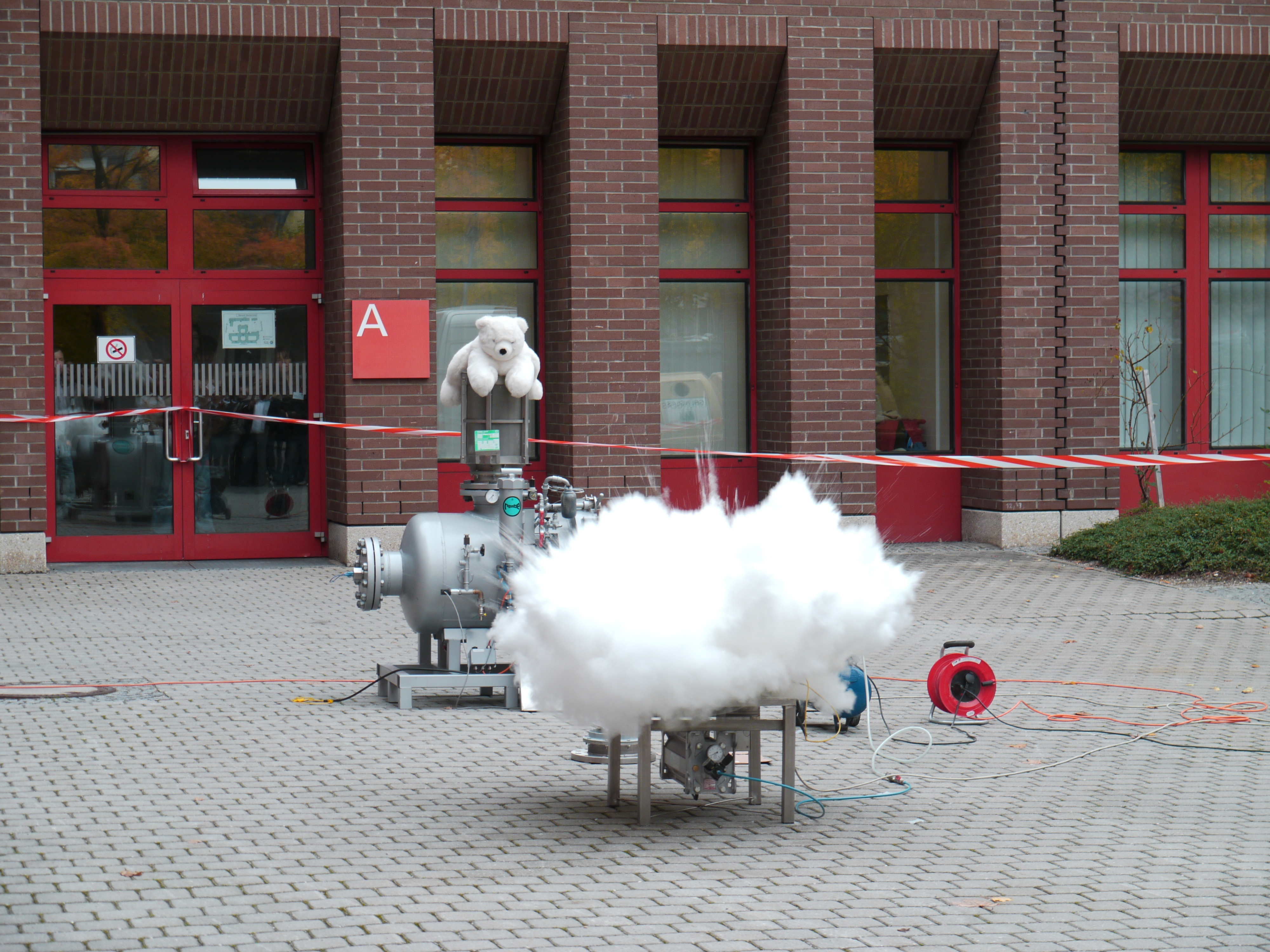
밀가루 살포
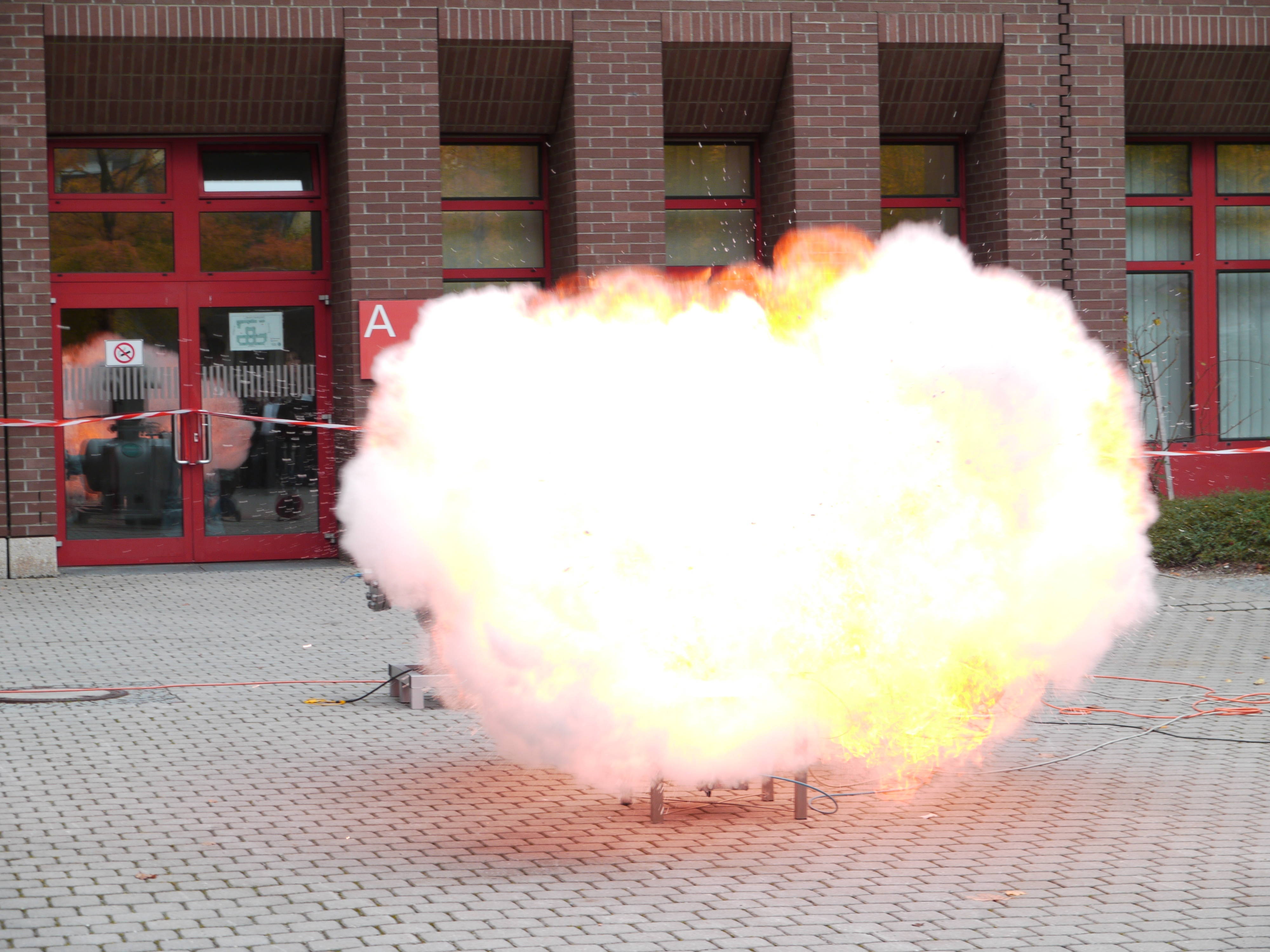
점화
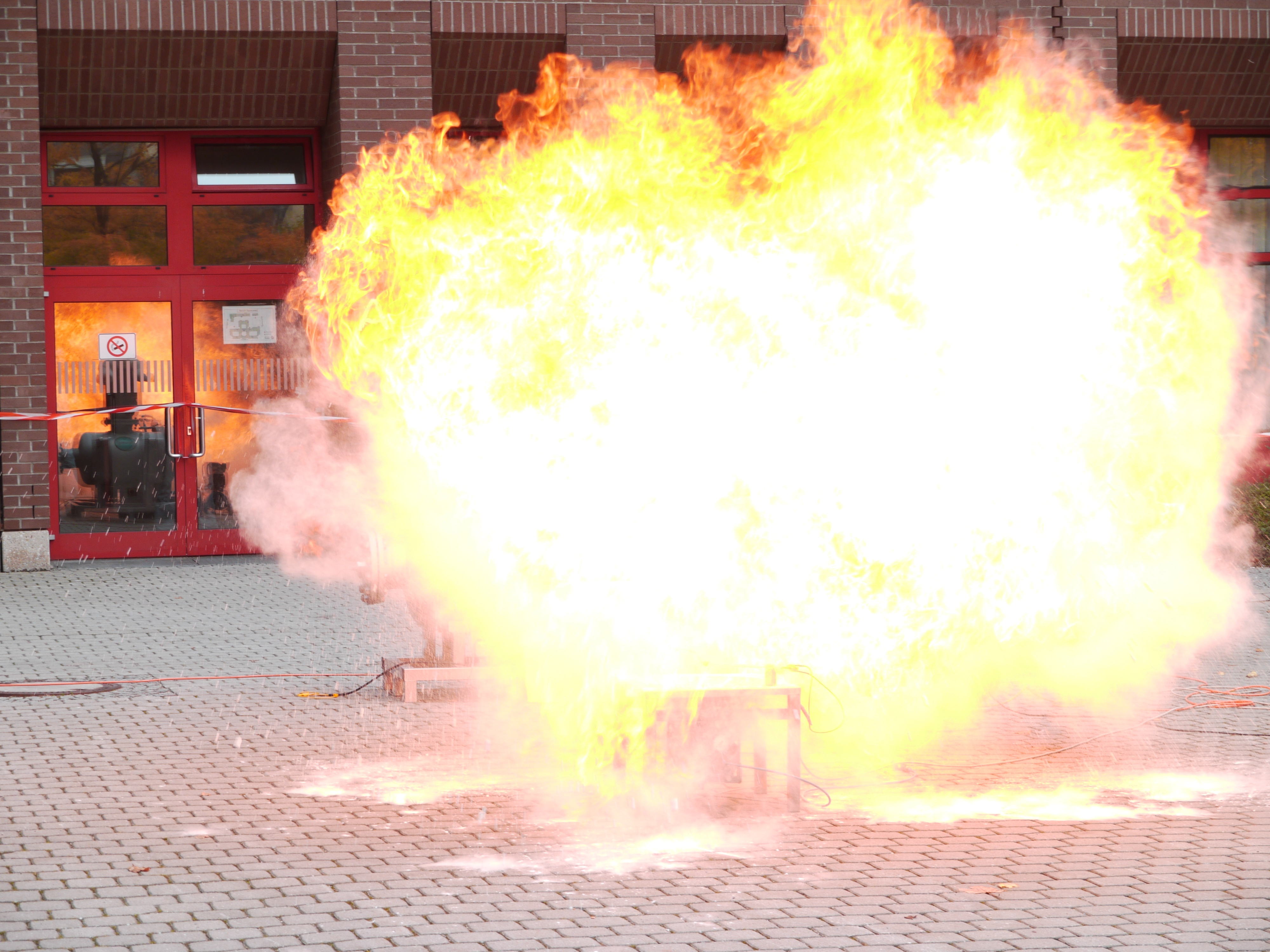
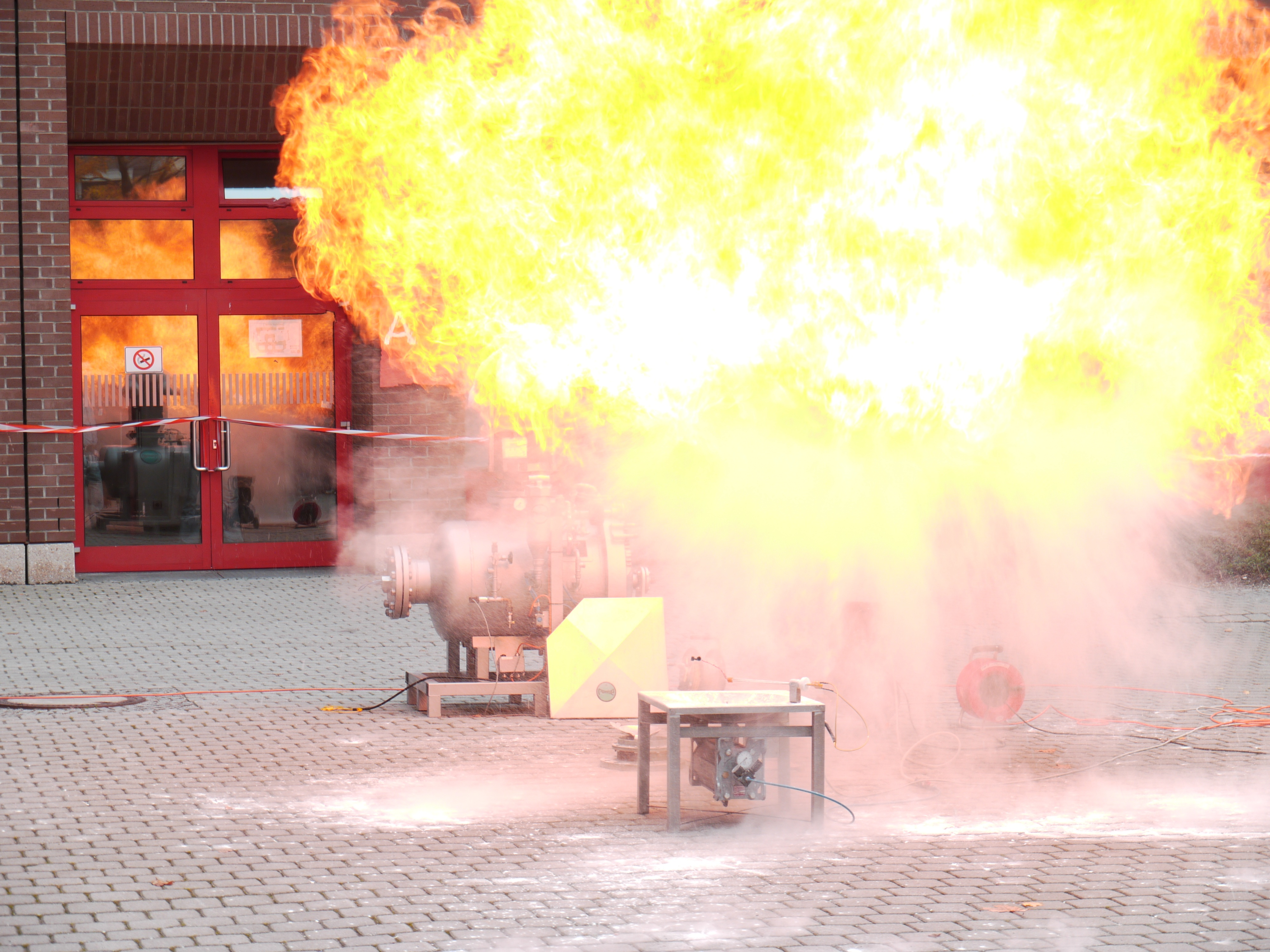
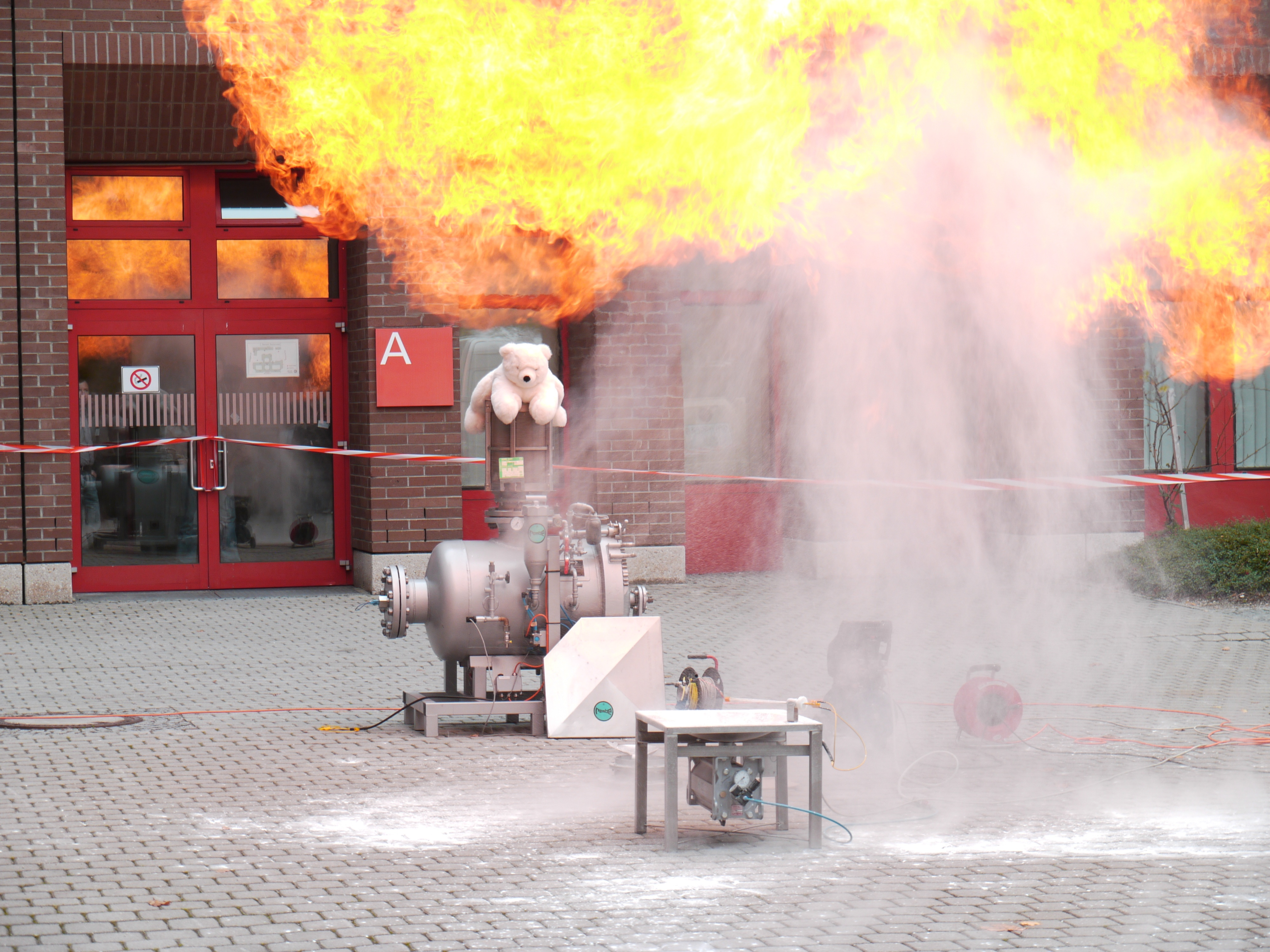
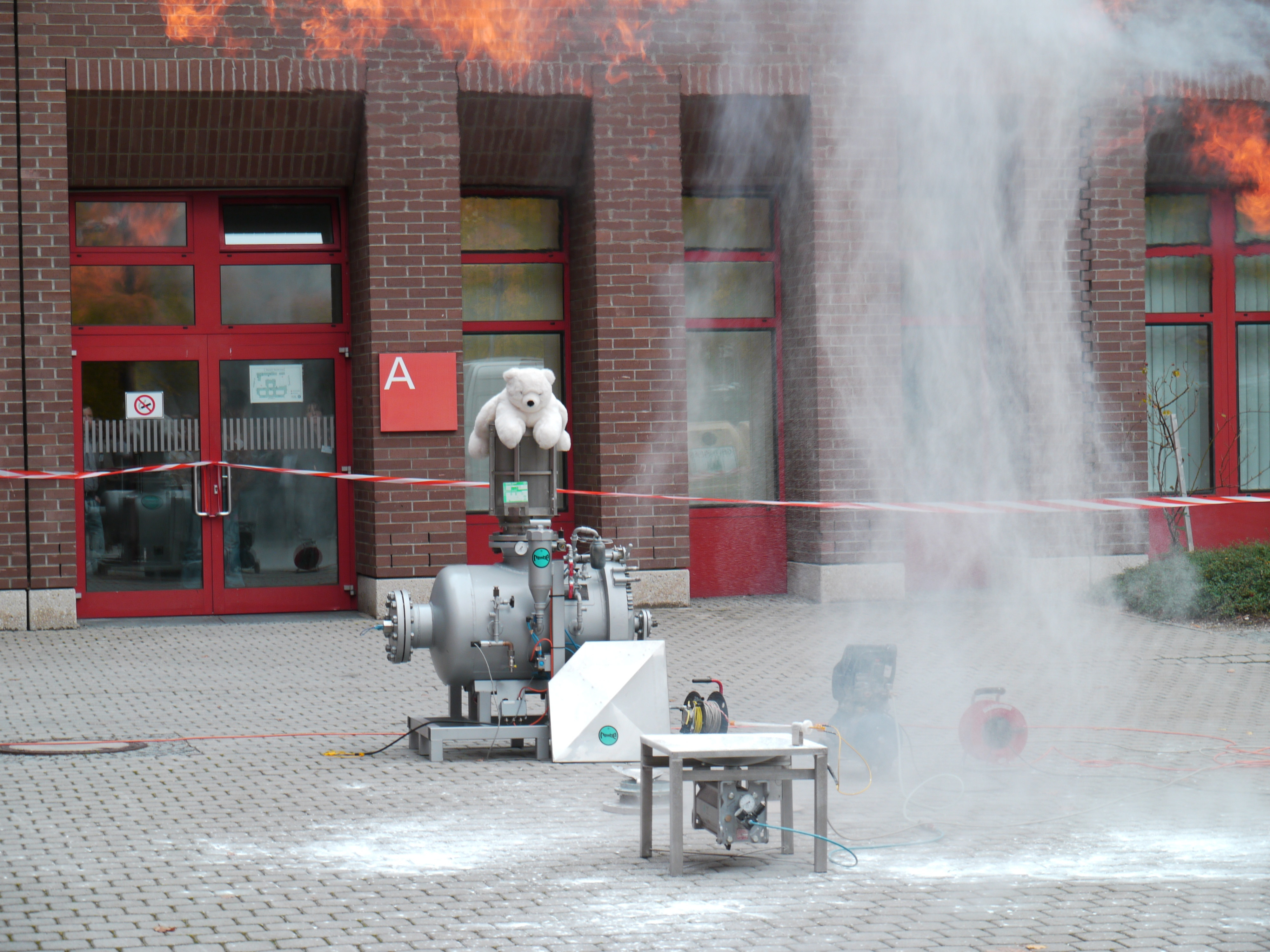
폭발 직후

## 물질별 분진폭발 특성
분진 폭발특성을 평가하기 위한 수치로 최대폭발압력({\displaystyle P_{Max}}, Maximum explosion pressure), 분진폭발지수({\displaystyle K_{st}}, Dust explosion index ), 폭발하한농도(LEL,  Lower explosion concentration), 최소점화에너지(MIE, Mimimum ignition energy) 등을 측정한다. 최대폭발압력({\displaystyle P_{Max}})은 부피 20 L 이상의 폭발용기에서는 폭발용기의 부피에 관계없이 일정하다고 알려져 있어 보통 부피 20 L의 실험장치를 사용하여 폭발 시 압력을 측정한다. 최소점화에너지(MIE)는 부유 분진과 공기의 혼합물에 에너지가 가해져 착화 또는 폭발을 일으키게 하는 데 필요한 최소한의 에너지이다. 분진폭발지수({\displaystyle K_{st}})는 분진의 폭발강도의 척도로서 분진폭발지수 값은 폭발용기 부피에 영향을 받는 실험치인 최대폭발압력상승속도({\displaystyle ({\frac {dP}{dt}})_{Max}})에 의해 다음의 식으로 계산된다. 최대폭발압력상승속도는 폭발용기의 용적에 따라 값이 달라진다.
{\displaystyle K_{st}=({\frac {dP}{dt}})_{Max}\times V^{\frac {1}{3}}} (단위 : bar·m/s, V는 부피)
분진폭발지수 값은 분진폭발등급으로 구분된다. St 0등급은 분진폭발지수 0으로 폭발 위험이 없다. St 1등급은 분진폭발지수가 0~200 bar·m/s으로 폭발에 의한 위험성이 낮은 분진이다. St 2등급은 분진폭발지수가 200~300 bar·m/s으로 강한 폭발을, St 3등급은 분진폭발지수가 300 bar·m/s 이상으로 매우 격렬한 폭발을 나타낸다. 그러나 분진의 등급은 폭발 강도의 상대적인 등급을 나타내는 것으로 St 1등급이라도 폭발 위험성이 클 수 있다.
- 하이드록시프로필 메틸 셀룰로스(Hydroxypropyl methyl cellulose, HPMC) 분진의 분진폭발 특성을 연구한 결과 -325 mesh에서 폭발하한농도는 상대습도 50%에서 0.18 g/l, 최소착화에너지 9,8 mJ, 최대폭발압력 8.1 kg/cm2·abs, 농도 0.48 g/l에서 최대폭발압력상승속도 203.98 bar/s로 나타났다.[5]
- 가축 사료의 경우, 주변 기체가 산소인 경우에는 질소일 때보다 발열개시온도가 낮아지며, 발열량도 20배 이상 증가하였다. 또한 미세 입자가 부유하기 쉽고, 외부에서 점화에너지가 주어질 경우 산소와 쉽게 반용하여 폭발한다. 가축시료 중 입도가 60 mesh 이하인 경우는 분진폭발의 위험이 매우 높으며 입도가 80/100 mesh인 경우 평균 최대폭발압력은 1제곱센티미터당 6.88 킬로그램힘(약 67.4 N)으로 구해졌다.[13]
- 시멘트제조 공정에 사용하는 유연탄 분진의 폭발특성을 조사한 결과 입도가 감소하고 농도가 증가할수록 폭발확률이 증가하며 시멘트 제조공정에 표준적으로 사용하는 170/200 mesh에서 최저 폭발하한계 농도는 0.3 mg/cm3 이었으며 0.9 mg/cm3 이상에서는 100% 확률로 폭발이 발생한다. 그러나 입도가 큰 170/200 mesh는 0.6 mg/cm3에서 폭발확률이 40%이다.[1]
- Alvaro 외(2006)는 분진폭발등급을 설탕 68 bar·m/s, 옥수수 81 bar·m/s, 밀 148 bar·m/s, 보리 50 bar·m/s, 제빵밀 144 bar·m/s, 콩가루 73 bar·m/s로 평가하였다.[14]
- 97 % Benzoyl peroxide (BPO), Phthalic anhydride (PA), 1-Hydroxybenzotriazol (HBT)의 폭발하한농도는 10~15 g/m3으로 매우 낮으며 최대폭발압력은 각각 6.1 bar, 6.0 bar, 8.1 bar, 분진폭발지수는 각각 80 bar·m/s, 146 bar·m/s, 251 bar·m/s으로 나타났다.[15]
- 농약 제조 시의 주요 물질인 디페나코졸, 피메트로진, 티아메톡삼, 아시벤졸라 S메틸(Acibenzolar S-methyl), 맨코제브, 아족시트로빈(Azoxytrobin)은 분진폭발의 위험이 있어 원재료는 마찰열을 고려하여 최소 점화 에너지 0.01J이하로 다루어야 하며, 특히 아시벤졸라 에스 메틸의 경우에는 1mJ 이하로 관리되어야 한다.[16]
- 이근원 외(2013)는 3종의 목재 분진에 대해 분진폭발 위험성을 평가하였는데, 최대 폭발압력은 사이로 분진 8.3 bar, 함머밀 분진이 8.7 bar, 뉴질랜드 소나무 분진이 8.3 bar, 폭발하한농도 측정값은 사이로 분진, 함머밀 분진, 뉴질랜드 소나무 분진이 각각 60, 50, 및 50 g/m3, 분진폭발등급은 92~138 bar·m/s으로 모두 St 1등급이다.[17]
- 마그네슘 분진의 경우 입자의 크기가 작을수록 폭발지수가 커진다.[18]
- 한우섭과 이근원(2016)은 산업분야에서 사용되는 여러 종류의 플라스틱 분진의 폭발 특성을 평가하였다. 실험 결과 분진폭발지수(Kst)는 ABS 수지(209.8 μm) 62.4 bar·m/s, 폴리에틸렌 (81.8 μm) 59.4 bar·m/s, 폴리부틸렌테레프탈레이드(PolyButylene Terephthalate, 21.3 μm) 70.3 bar·m/s, MBS (Methylmethacrylate Butadiene Styren, 26.7 μm) 303 bar·m/s, 폴리-메틸메타크릴레이트(Polymethlmetacrylate, 14.3 μm) 203.6 bar·m/s으로 상대적인 폭발위험성은 MBS가 가장 높았다.[19]
- 다중벽 탄소나노튜브(MWCNT)는 분진폭발을 발생시킬 수 있는 물질이지만 폭발 강도와 점화감도는 알루미늄이나 폴리에틸렌과 같은 일반적인 가연성 분진보다 상대적으로 낮다.[20]
- 한우섭(2017)은 설탕, 옥수수, 밀가루의 발화 위험성과 폭발특성을 조사하였다. 설탕, 옥수수, 밀가루 분진의 평균 직경은 27.56, 14.76, 138.5μm이며 최대폭발압력은 설탕과 옥수수가 7.6 bar, 밀가루 6.1 bar이다. 분진폭발지수는 설탕 153 bar·m/s, 옥수수 133 bar·m/s, 밀가루 61 bar·m/s로서 모두 St 1등급이며 분진폭발 위험성은 설탕이 가장 높고 밀가루가 가장 작았다. 또한 화염전파로 인한 폭발피해 위험성은 설탕이 가장 높고 그 다음 밀가루, 옥수수 분진 순서이다.[21]
- 원료의약품 분진의 폭발 위험성은 항상 존재하며, 이로 인한 폭발사고가 자주 발생한다. 이주엽 외(2017)는 록소프로펜산, 클로피도그렐 캄포르술폰산염, 리팜피신의 분진폭발특성을 측정하였다. 록소프로펜산은 평균 입경 5.31μm, 최대폭발압력 8.4 bar, 최소점화에너지 1~3 mJ, 최소점화온도 550°C이다. 클로피도그렐 캄포르술폰산염은 평균 입경 95.63 μm, 최대폭발압력 7.9 bar, 최소점화에너지 30~100 mJ, 최소점화온도 510°C이다. 리팜피신은 평균 입경 26.48 μm, 최대폭발압력 7.9 bar, 최소점화에너지 1~3 mJ, 최소점화온도 470°C이다. 폭발등급은 록소프로펜산과 리팜피신이 St 2등급, 클로피도그렐 캄포르술폰산염이 St 1등급으로 나타났다.[11]
- 이창진과 김래현(2019)은 디옥틸테레프탈산 제조공정에 사용되는 테레프탈산의 분진폭발 특성에 대해 연구하였다. 해당 공정에서는 2016년 3월과 10월에 실제로 테레프탈산과 관련하여 분진폭발 사고가 발생하였다. 테레프탈산의 분체 평균입경은 143.433μm, 폭발하한 농도(LEL)는 50 m3, 최소점화에너지 10~300 mJ, 최대폭발압력은 7.1 bar, 최대폭발압력상승속도는 511 bar/s, 분진폭발지수 139 bar·m/s로 분진폭발등급 St 1등급에 해당한다.[12]
- 권현길 외(2023)는 저밀도 폴리에틸렌(Low-density polyethylene, LDPE) 제조공정 중에 나온 폴리에틸렌 분진을 채취하여 분진폭발 시험을 수행하였다. 분진의 입경은 95.04μm, 최대폭발압력 6.6 bar, 최대폭발압력상승속도는 1500 g/m3에서 366 bar/s, 분진폭발지수 99.4 bar·m/s로 St 1등급, 최소점화에너지 10 mJ, 최소점화온도 450°C로 나타났다.[22]

## 실제 분진폭발 사고 사례
다양한 산업 분야에서 알루미늄이나 마그네슘과 같은 가연성 금속의 사용량이 증가하고 있으며, 금속의 가공 과정에서 금속분진이 발생하고 이로 인한 폭발사고의 가능성이 있다. 플라스틱의 분진 또한 폭발 위험성을 내포하고 있으며 폴리에틸렌, 폴리스틸렌, 페놀폼알데하이드와 같은 일반적인 플라스틱 재료와 관련된 폭발에 대해 많은 자료가 있다. 미국, 일본 등에서 발생한 실제 분진폭발 사례 중에는 정전기 불꽃에 의해 착화된 사례도 있다.

### 미국

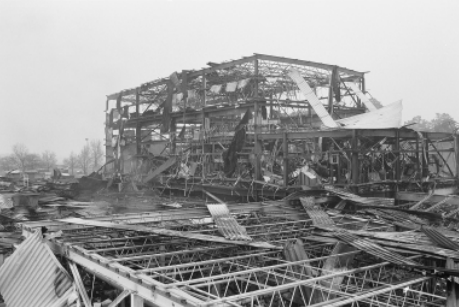
2003년 1월 29일 발생한 웨스트 제약 서비스사 분진폭발 사고(West Pharmaceutical Services explosion)

미국에서는 곡물 가공 산업에서 많은 분진폭발 사례가 있었으며 1979년부터 1986년까지 8년간 160건의 폭발사고가 발생하여 50명이 사망하고 224명이 부상당하였다. 1980년부터 2005년까지 미국에서 발생한 281건의 분진폭발 사고 원인 물질에 따른 경향을 살펴보면 목재 24%, 식품 22%, 금속 20%, 플라스틱 14%, 석탄 8%, 무기(inorganic) 4%, 기타 7%이다.
- 2003년 1월 29일 미국 노스캐롤라이나주 컨스톤(Kinston) 시의 웨스트 제약 서비스사에서 분진폭발 사고(West Pharmaceutical Services explosion)가 발생하여 6명이 사망하고 38명이 부상당했으며 화재가 2일간 계속되었고 파편이 공장에서 2마일 떨어진 곳까지 날라갔으며 부근 학교의 유리창이 파손되었다. 사고의 원인은 공중에 부유상태로 매어단 천장 위에 폴리에틸렌 분진이 쌓여 알 수 없는 원인에 의해 점화된 것으로 밝혀졌다.[23][6]
- 2008년 2월 미국 조지아주의 Imperial Sugar사의 설탕공장에서 설탕의 분진이 폭발하여 13명이 사망하고 40명이 부상당했다. 미국 산업안전보건청의 조사 결과 분진폭발이 발생한 작업장에 다량의 폭발성 설탕 분진이 쌓여 있었던 것으로 드러나 산업안전보건청은 해당 공장 2개소에 대해 약 500만 달러와 377만 달러의 벌금을 부과하였다.[24]

### 일본
일본에서는 1952년부터 1984년까지 33년간 225건의 분진폭발 사고가 발생했고 17명이 피해를 입었다. 225건중 플라스틱류는 31건, 석탄 12건, 금속 49건, 무기/유기약품 71건, 농산가공물 42건, 섬유류 20건이다. 폴리에틸렌 분말이 여과 필터(bag filter) 내에서 정전기에 의해 착화되어 폭발한 사례, 폴리에틸렌 수지 공장 내 사일로에서 청소를 하지 않아 발생한 폴리에틸렌 분진이 낙하할 때 정전기 불꽃에 의해 착화되어 사일로가 폭발한 사례, 운반장비 회전부의 마찰열로 인해 비스페놀 A 공장의 사일로 내에서 분진이 폭발하여 사일로 본체와 인접 건물이 지붕과 벽이 전파된 사례, ABS 수지 분체를 저장하는 금속제 원통형 사일로 내 집진기 내에서 원인 불명의 폭발이 발생하여 사일로가 전파된 사례, ABS 수지가공 포장 공장 내 ABS 수지 혼합기 상부의 국소배기장치 내부에 축적된 분진이 정전기 불꽃에 의해 착화되어 폭발한 사례 등이 있다.

### 한국
- 1989년 ABS 수지를 생산하는 화학공장에서 분진폭발 사고가 발생하여 19명이 사망하고 수십 명의 부상자가 발생하였다.[10]
- 1999년 9월 서울대학교 원자핵공학과에서 플라즈마 기법의 폭발물 실험 중 알루미늄 가루가 폭발하였다.[25]
- 2000년 3월 14일 경상남도 의령군 컴퓨터 케이스 생산업체의 표면연마 작업실 집진기에서 분진폭발이 발생하여 12명이 부상을 당했다.[5]
- 2003년 11월 오후 14시 25분경 인천광역시 소재 악기 제조공장 내 목재 집진기에서 화재가 발생하여 진화 마무리 작업중 집진기 상부 점검구가 폭발하여 화염이 비산되면서 집진기 맞은편 작업자 1명이 사망하고 10명이 화상을 입었다. 집진기 내부에 흡입된 볼트, 너트 등의 철재류가 충돌되면서 스파크가 발생할 가능성, 목재 가공기계에서 가공과정중 마찰열에 의해 목재 분진이 착화되었을 가능성, 목재 분진 이송용 스크류 콘베이어 마찰에 의해 이송분진이 착화되었을 가능성이 있다.[26][5]
- 2007년 10월 경상남도의 휴대폰 외함 제조공장에서 분진 청소작업 중 압축공기에 의해 비산된 마그네슘 분말이 폭발하는 사고가 발생하였다.[25]
- 2011년 4월 25일 오전 8시 20분경 경기도 화성시 소재 약품회사의 원료의약품 제조공정에서 클로피도그렐 황산수소염을 제조하기 위하여 분말 상태의 클로피도그렐 캄포르술폰산염을 에틸 아세테이트가 담겨져 있는 반응기에 투입 중 투입맨홀 부위에서 분진폭발이 발생하여 작업자 2명이 분출된 화염에 화상을 입는 사고가 발생하였다.[11]
- 2011년 6월 28일 오전 11시경 울산광역시의 설탕제조공장의 설탕 저장용 사일로에서 분진 폭발로 추정되는 폭발사고가 발생하여 1명이 경상을 입었고 사일로 건물 상부가 파손되었다. 사고 당시 발화 추정지점인 재용당 투입구에서는 용접 작업이 진행 중이었다.[25]
- 2016년 1월 14일 오후 22시 40분경 충청남도 아산시 소재 제약회사 원료의약품 합성3공장에서 록소프로펜 나트륨을 제조하기 위하여 분말상태의 원료인 록소프로펜산을 아세톤과 정제수 혼합물이 들어있는 반응기에 투입 중 분진폭발이 발생하여 작업자 2명이 부상하고 천장과 반응기 주변 벽체가 일부 파손되는 사고가 발생하였다.[11]
- 2018년 8월 경기도 포천시의 열병합발전소 건설현장에서 폭발이 발생하여 작업인원 1명이 사망하고 4명이 부상당하는 사고가 발생하였다. 사고는 석탄을 사일로에서 보일러까지 이송하는 과정에 있는 수직 버켓 엘리베이터에서 발생하였으며, 총 높이 60 m의 엘리베이터가 전파되고 연결된 이송용 컨베이어와 발전소 상부 반대편 벽면, 유리창 및 지붕 일부가 파손되었다. 원인은 발전에 사용되는 아역청탄에서 발생한 분진으로 추정된다. 아역청탄 시료의 부유분진에 대한 분진폭발특성 평가 결과, 폭발하한농도는 25 g/m3, 최대폭발압력 643 kPa, 최대폭발압력상승속도는 초당 35,556 kPa인 것으로 드러났다.[27]

### 기타
2001년 3월 16일 중국 하북성의 방직공장에서 발생한 직물먼지의 분진폭발로 200여 명의 사상자가 발생한 사례, 동년 8월 19일 우크라이나의 광산과 2003년 중국의 광산에서 탄진으로 인한 분진폭발이 발생한 사례, 2004년 9월 9일 튀르키예의 구리 광산에서 금속분진에 의해 분진폭발이 발생한 사례가 있다.

## 분진 폭발의 예방과 대비책
건조기는 열원이 존재하고 교반에 의해 분진이 부유하는 상태가 가능하므로 분진이 발화하지 않게 열원의 온도를 적절히 설정하고 건조기 내에 분진이 장기간 체류하지 않게 해야 한다. 부유 분진이 형성되는 장소에서는 분진을 신속히 제거할 수 있도록 공정을 설계하고 부유 분진이 침강하여 퇴적되는 경우는 주기적으로 청소를 실시하여 분진을 제거하여야 한다. 일반 산업의 경우 질소, 이산화탄소와 같은 불활성 가스를 사용하여 공정 내 산소 농도를 감소시켜 착화가 발생해도 분진의 화염 전파가 불가하게 하는 방법이 있다. 이는 가장 우수한 예방 대책이나 기체를 밀폐형 혹은 순환계통형으로 유지하기 위해 많은 비용이 들고 가스 조성을 엄격히 유지 관리하여야 하는 단점이 있다. 정전기 대전에 의한 분진 착화를 예방하기 위해 접지와 같은 대책이 필요하다.

## 같이 보기
- 폭발
- 수증기 폭발